# HP Возничего
HP Возничего (лат. HP Aurigae), HD 280603 — тройная звезда в созвездии Возничего на расстоянии приблизительно 626 световых лет (около 192 парсеков) от Солнца. Видимая звёздная величина звезды — от +11,79m до +11,16m. Возраст звезды оценивается как около 9,5 млрд лет.
Пара первого и второго компонентов — двойная затменная переменная звезда типа Алголя (EA). Орбитальный период — около 1,4228 суток.

## Характеристики
Первый компонент — жёлтый карлик спектрального класса G0 или G2V. Масса — около 1,1 солнечной, радиус — около 1,05 солнечного, светимость — около 1,1 солнечной. Эффективная температура — около 5494 К.
Второй компонент — жёлтый карлик спектрального класса G4 или G8V. Масса — около 0,97 солнечной, радиус — около 0,82 солнечного, светимость — около 0,46 солнечной. Эффективная температура — около 6200 К.
Третий компонент — предположительно красный карлик спектрального класса M. Масса — около 0,17 солнечной. Орбитальный период — около 13,7 лет.